# 105 f.Kr.

## Händelser

### Efter plats

#### Romerska republiken
- 6 oktober – Cimbrerna krossar två romerska arméer i slaget vid Arausio vid Rhône, vilket är det värsta romerska nederlaget sedan slaget vid Cannae 111 år tidigare.
- De germanska cimbrerna och teutonerna besegrar romarna i slaget vid Noreja.
- Marius inleder tillsammans med konsul P. Rutilius Rufus en stor reformering av den romerska armén.
- Kriget mot Jugurtha, vilket inleddes 112 f.Kr., tar officiellt slut.

## Födda
- Decimus Laberius, romersk mimförfattare